# 人造黒鉛
人造黒鉛（じんぞうこくえん、英語: Synthetic Graphite）とは、人工的に生成された黒鉛のことである。合成黒鉛、または合成グラファイトとも呼ばれる。

## 概要
黒鉛とは、有機化合物や無定形炭素が高熱により、六角板状で亀甲層状の構造を持つ純粋な炭素原子の結晶体となったものである。天然黒鉛は地下深くで高圧・高温により自然に生成されたものであり、人造黒鉛は人為的な熱処理により生成したものである。
アメリカ合衆国の発明家・エドワード・グッドリッチ・アチソン（1856年 - 1931年 Edward Goodrich Acheson）が1895年に初めて人為的な生成に成功した。
黒鉛の特性として、潤滑性・耐薬品性・熱伝導性・電気伝導性・耐熱性などに優れ、一方、酸素がある状態での耐熱性、防水性・気密性、耐衝撃性が弱いとされる。人造黒鉛は、これに加えて、高純度で結晶均一性も高いこと、成形方法によっては素材の方向性（素材の方向による電気伝導性、熱伝導性、熱膨張性などの差異）に違いが出ることなどの特性がある。
用途としては、軸受け・カーボンブラシなどの摺動部品、熱拡散シート、高温炉の炉内部品、るつぼ（坩堝）、電気炉用電極（人造黒鉛電極）、電解用電極、不溶性陽極、電池用の導電材、二次電池用の負極材、ブレーキパッドなどの摩擦材などに用いられている。

## 製造方法
おおよその工程は以下の通り。
1. 主原料となる石炭コークスを粉砕・分別・配合し、接着剤の役割を果たすピッチコークス・コールタールピッチと混練・捏合する。
2. 必要な形に成形する。成形方法は押出成形・型押成形・CIP成形などがある。
3. 摂氏1000度程度での焼成とコールタールピッチ漬込みとを2ないし3度繰り返す。
4. 摂氏2700度ないし3000度程度で加熱処理し、黒鉛化させる。
5. 外面加工、特殊処理、高純度処理などを経て完成となる。

## 生産・販売状況
日本における生産・販売状況は、経済産業省生産動態統計年報 資源・窯業・建材統計編によると以下の通りである。（なお、人造黒鉛のみのデータが無い為、「炭素製品」全体と、人造黒鉛製品に限られる「人造黒鉛電極（丸形）」について記す。）

### 炭素製品
- 2015年：生産量 22万トン、販売量 21万3000トン、販売金額 1849億円
- 2016年：生産量 18万9000トン、販売量 18万4000トン、販売金額 1539億円
- 2017年：生産量 21万1000トン、販売量 20万1000トン、販売金額 1591億円
- 2018年：生産量 22万9000トン、販売量 22万4000トン、販売金額 2663億円
- 2019年：生産量 19万3000トン、販売量 18万3000トン、販売金額 2754億円

### 人造黒鉛電極（丸形）
- 2015年：生産量 12万5000トン、販売量 12万4000トン、販売金額 522億円
- 2016年：生産量 10万5000トン、販売量 10万8000トン、販売金額 343億円
- 2017年：生産量 11万7000トン、販売量 11万6000トン、販売金額 357億円
- 2018年：生産量 12万3000トン、販売量 12万3000トン、販売金額 1234億円
- 2019年：生産量 9万3000トン、販売量 8万9000トン、販売金額 1242億円

2018年 - 2019年の販売金額の大幅増加は、環境規制が強化された中華人民共和国での需要増加が要因である。

## 主要な製造者
二次資料により確認できた主要な製造者は以下の通りである。（順不同）
- 人造黒鉛電極[16][17][18][19][20]
  - グラフテック・インターナショナル（英語版）（アメリカ合衆国）
  - 昭和電工（日本）
  - 東海カーボン（日本）
  - 日本カーボン（日本）
  - SECカーボン（日本）
  - グラファイト・インディア（インド）
  - HEG（インド）
- リチウムイオン電池負極材[21][22]
  - 日立化成（2020年10月1日に昭和電工マテリアルズへ社名変更[23]、日本）
  - 三菱ケミカル（日本）
  - 日本カーボン（日本）
  - JFEケミカル（日本）
  - 上海杉杉科技（中華人民共和国）
  - 江西紫宸科技（中華人民共和国）
- その他